# World, Hold On (Children of the Sky)
«World, Hold On (Children of the Sky)» — сингл французского диджея Боба Синклера и Стиви Эдвардса. Это второй сингла с альбома Western Dream.

## Видеоклип
В видеоклипе мальчик слышит в новостях, что Земля в опасности из-за надвигающегося метеорита. Он решает построить собственный космический корабль. Во время строительства космического корабля из-под кровати мальчика выходят игрушки и начинают танцевать. Боб Синклер появляется в видео в виде игрушечного диджея, играющего «World, Hold On», используя печенья как пластинки. Мальчик берёт с собой свою собаку и запускает космический корабль. В космосе он видит, что метеор приближается к земле. Мальчик обстреливает метеорит, разрушает его и возвращается на Землю как герой. В это время к нему подходит мать и целует его в щёку. Это будит мальчика, и он понимает, что это был лишь сон.
В видеоклипе снялся David Beaudoin, появлявшийся в видео на песню «Love Generation».

## Список композиций
| №  | Название                                                   | Длительность |
| -- | ---------------------------------------------------------- | ------------ |
| 1. | «World, Hold On (Children of the Sky) (Club Mix)»          | 8:06         |
| 2. | «World, Hold On (Children of the Sky) (Extended Club Mix)» | 8:37         |

| №  | Название                                                   | Длительность |
| -- | ---------------------------------------------------------- | ------------ |
| 1. | «World, Hold On (Children of the Sky) (Extended Club Mix)» | 8:35         |
| 2. | «World, Hold On (Children of the Sky) (Axwell Remix)»      | 7:28         |

| №  | Название                                            | Длительность |
| -- | --------------------------------------------------- | ------------ |
| 1. | «World, Hold On (Children of the Sky) (Radio Edit)» | 3:20         |
| 2. | «World, Hold On (Children of the Sky) (Club Edit)»  | 6:35         |

| №  | Название                                                   | Длительность |
| -- | ---------------------------------------------------------- | ------------ |
| 1. | «World, Hold On (Children of the Sky) (Video Edit)»        | 3:20         |
| 2. | «World, Hold On (Children of the Sky) (Radio Edit)»        | 3:18         |
| 3. | «World, Hold On (Children of the Sky) (Club Mix)»          | 8:08         |
| 4. | «World, Hold On (Children of the Sky) (Extended Club Mix)» | 8:35         |

## Чарты
| Страна         | Чарт                            | Позиция |
| -------------- | ------------------------------- | ------- |
| Австралия      | ARIA Charts                     | 19      |
| Австрия        | Ö3 Austria Top 40               | 17      |
| Бельгия        | Ultratop 50 Flanders            | 5       |
| Бельгия        | Ultratop 40 Wallonia            | 5       |
| Великобритания | UK Singles Chart                | 9       |
| Дания          | Tracklisten                     | 9       |
| Европа         | European Hot 100 Singles        | 10      |
| Испания        | Productores de Música de España | 13      |
| Италия         | FIMI                            | 4       |
| Нидерланды     | Mega Single Top 100             | 8       |
| Норвегия       | VG-lista                        | 15      |
| Польша         | Airplay Chart                   | 1       |
| Румыния        | Romanian Top 100                | 1       |
| США            | Hot Dance Club Songs            | 1       |
| Финляндия      | Suomen virallinen lista         | 7       |
| Франция        | SNEP                            | 11      |
| Швейцария      | Schweizer Hitparade             | 12      |
| Швеция         | Sverigetopplistan               | 14      |
| Чехия          | IFPI                            | 8       |

## Дополнительные факты
- Трек звучит в фильме Noah's Arc: Jumping the Broom.
- Ремикс от E-Smoove[англ.] был номинирован на премию «Грэмми»[19].